# Zerstörergeschwader 144
Zerstörergeschwader 144 (dobesedno slovensko: Uničevalni polk 144; kratica ZG 144) je bil težko-lovski letalski polk (Geschwader) v sestavi nemške Luftwaffe.

## Organizacija
- štab
- I. skupina
- II. skupina
- III. skupina

## Vodstvo polka
Poveljniki polka (Geschwaderkommodore)
- Hauptmann Walter Schmidt-Coste: 1. januar 1939